# Marquesat de Foronda
El Marquesat de Foronda és un títol nobiliari espanyol amb Grandesa d'Espanya, creat el 24 de juny de 1916 pel rei Alfons XIII a favor de Manuel de Foronda y Aguilera.
La seva denominació fa referència a més del cognom del primer titular, a la localitat de Foronda, Àlaba, annexionat actualment al municipi de Vitòria.

## Marquesos de Foronda
|                         | Titular                                     | Període                 |
| Creació per Alfons XIII | Creació per Alfons XIII                     | Creació per Alfons XIII |
| ----------------------- | ------------------------------------------- | ----------------------- |
| I                       | Manuel de Foronda y Aguilera                | 1916-1920               |
| II                      | Mariano de Foronda y González-Bravo         | 1921-1961               |
| III                     | Luis de Foronda y Gómez                     | 1963-1988               |
| IV                      | Manuel de Foronda y de Sentmenat            | 1989-2012               |
| V                       | María Teresa de Foronda y Torres de Navarra | 2013-actual titular     |

## Història dels marquesos de Foronda
- Manuel de Foronda y Aguilera (1840-1920), I marquès de Foronda.

1. Casat amb María de los Dolores González-Bravo y Vallarino. El va succeir el seu fill:

- Mariano de Foronda y González-Bravo(1873-1961), II marqués de Foronda, II comte de Larrea (per rehabilitació en 1930), I comte de Torre Nueva de Foronda.

1. Casat amb María de las Mercedes Gómez y Uribarri. El va succeir el seu fill:

- Luis de Foronda y Gómez, (1906-1988), III marqués de Foronda.

1. Casat amb María Josefa de Sentmenat y Mercader. El va succeir el seu fill:

- Manuel de Foronda y de Sentmenat (1932-2012), IV marquès de Foronda, III comte de Torre Nueva de Foronda.

1. Casat amb María de los Dolores Torres de Navarra.
2. Casat amb María Marta de Foronda y Huergo.
3. Casat amb Margarita Acero Prats. El va succeir la seva filla del primer matrimoni:

- María Teresa de Foronda y Torres de Navarra, V marquesa de Foronda, IV comtessa de Torre Nueva de Foronda.